# Port lotniczy Savusavu
Port lotniczy Savusavu (IATA: SVU, ICAO: NFNS) – port lotniczy zlokalizowany w mieście Savusavu, na wyspie Vanua Levu (Fidżi).

## Linie lotnicze i połączenia
- Air Fiji (Nadi, Suva, Taveuni)
- Air Pacific (Nadi, Taveuni)
- Pacific Sun